# XF-103戰鬥機
XF-103戰鬥機是共和飛機公司為美國空軍設計的一架高速、高空攔截機，他的設計要求來自於空軍蒐集到蘇聯即將大量服役的新型轟炸機形成的威脅。以當時服役的F-86D、F-89以及F-94來看，他們僅有次音速的飛行性能將無法應付這些利用高空高速優勢直奔美國本土的轟炸機。
XF-103的設計計畫一般又被稱為1954攔截機，因為美國空軍希望可以在1954年進入服役階段。

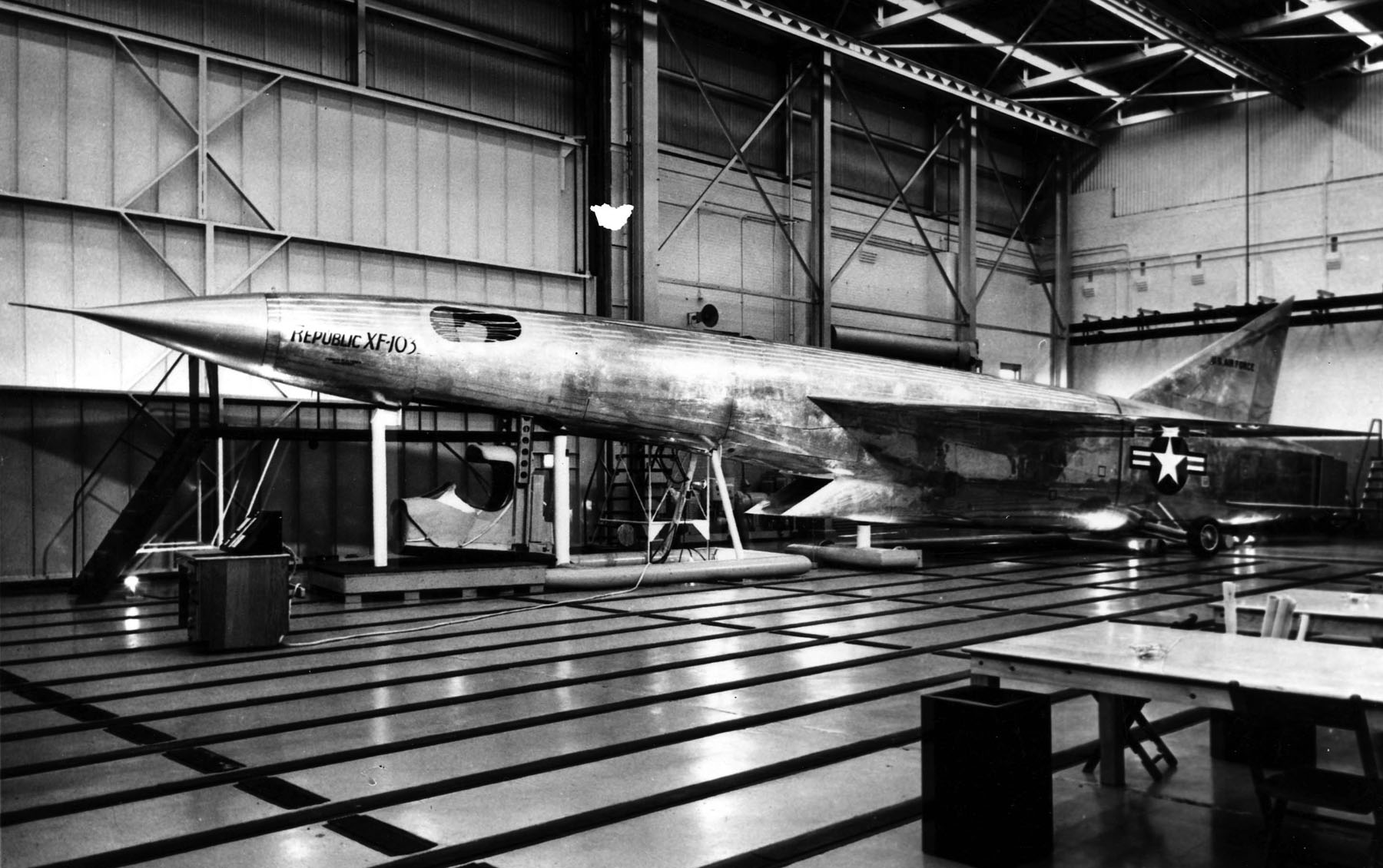
XF-130戰鬥機全尺寸模型。照片來自美國空軍博物館（National Museum of the United States Air Force）

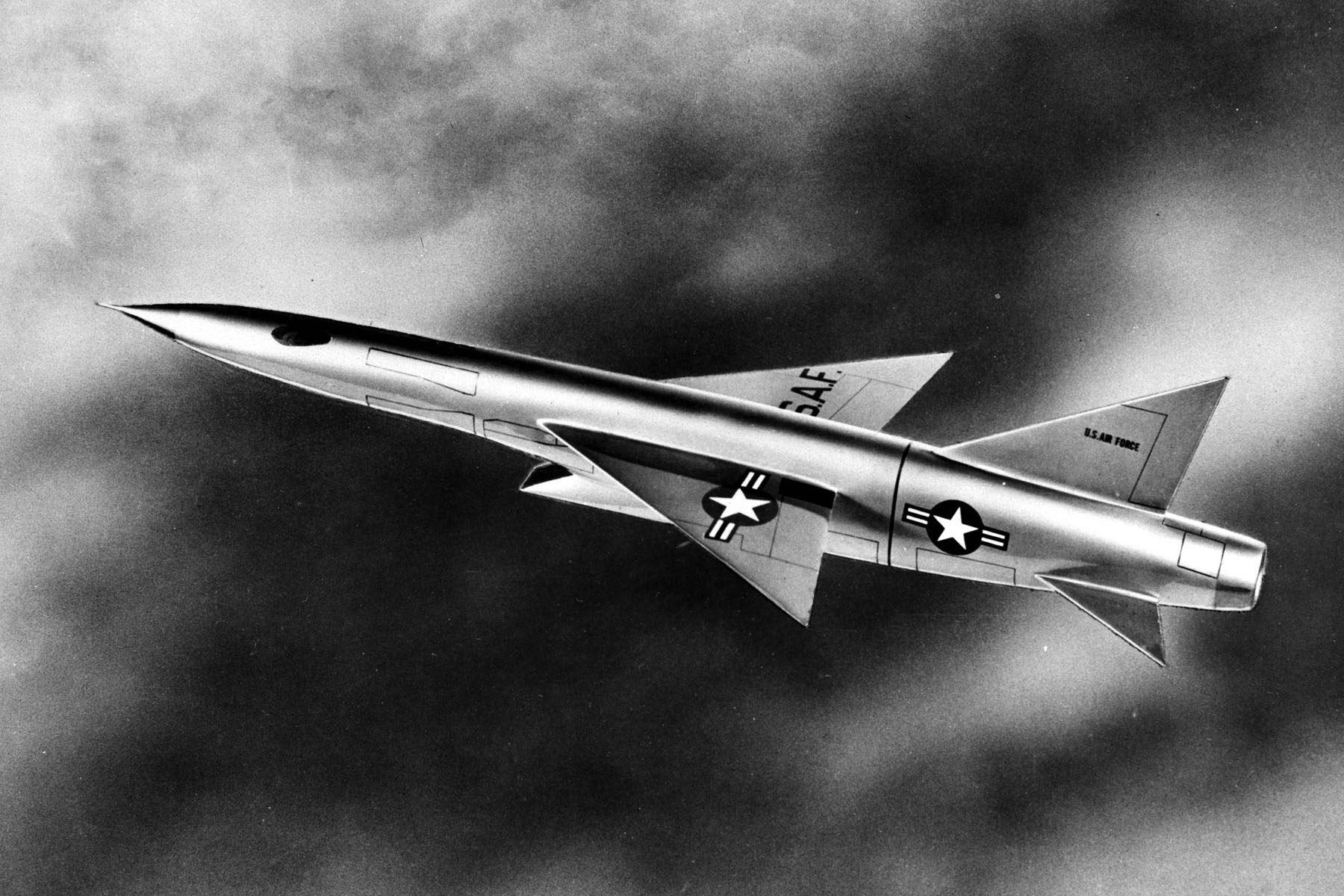
XF-103藝術概念圖

## 歷史
二次世界大戰之後軍用飛機，尤其是戰鬥機的設計與構造愈來愈複雜，無論是機身結構，發動機，航電系統與武器系統等等，都無法繼續視作是能夠獨立設計的單一系統，而必須考慮到與其他系統之間相互依靠與相容。美國空軍在這時候提出武器系統（Weapon System）的設計概念，這個概念將整架飛機的所有次系統在設計階段就開始整合的工作，XF-103設計案也正好運用上這項新概念，整架飛機包含全天候搜索與射控雷達，空對空飛彈，整合在適合超音速飛行的機體之內。
1950年10月休斯公司取得航電系統的合約，機體的部分則在當年6月由空軍提出需求，次年1月一共有6家公司提出9項不同的設計案，其中光是共和飛機公司就提出三份。1951年7月，美國空軍宣布由康维尔、洛克西德公司與共和公司取得先期發展合約。這三家公司將會提出他們的模型，交由軍方評估最後的獲勝者。然而稍後美國空軍覺得讓三家公司同時進行耗資甚巨，因此將洛克西德公司在這一階段剔除。

## 系統配置
共和公司的設計案參考他們在1948年提出的一架全天候，高高度防禦戰鬥機設計，新飛機預估可以在24240公尺（80000英尺）高度達到4馬赫（4160公里／時）飛行速度。因為飛行速度非常高，全機身將以鈦合金為主要材料以抵抗高速飛行下產生的高溫。達成預估飛行性能的關鍵來自於即為複雜的動力系統。在起飛、降落與速度較低的飛行範圍內，XF-103由一具萊特公司生產的XJ67-W-3渦輪發動機推動，這顆發動機是由英國授權生產的奧林帕斯發動機（Olympus），具有6810公斤（15000磅）最大軍用推力與9988公斤（22000磅）最大後燃推力。當飛行速度進一步提高的時候，另外一顆XRJ55-W-1衝壓發動機將加入和XJ67一起工作，其中XRJ55可以提供額外8535.2公斤（18800磅）的推力，兩顆發動機需要的空氣由同一條大型進氣道負責供應。
為了降低阻力以及避免任何氣流干擾，機身外型非常平滑，幾乎不能有任何突起，包括傳統座艙罩。飛行員坐在機身內部，僅有兩扇位於側面的窗戶提供朝外的視野，前方式也只能依靠潛望鏡代替一般的設計。翼展相當短的機翼平面為三角翼形，不過XF-103具有水平安定面，因此不能歸類為一般的三角翼設計。機腹下方有一塊可以在地面時摺疊的垂直安定面。
在武器方面，XF-103能夠在機身兩側武器艙內攜帶6枚GAR-3飛彈與36枚無導引火箭，空對空飛彈由裝在機鼻的雷達控制。

## 失败
設計階段預估XF-103的起飛重量為18160公斤（40000磅），所牽涉的材料、生產方式與各項系統即使到了20世紀末尾依舊是極大的挑戰。
共和公司於1953年3月完成全尺寸模型並交給美國空軍審查，1954年6月軍方授與3架原型機生產合約，可是生產的過程相當緩慢，許多問題有待克服，尤其是在鈦合金的施工程序上面。由於設計目標與風險相當的大，預期在1954年服役的計畫已經是不可能實現，而一再出現的問題以及預算超支，使得原型機生產計畫降為只有一架，除此之外，萊特公司的XJ67發動機也遭遇一連串的耽誤而最終遭到取消的命運，終於在1957年8月美國空軍取消這項發展計畫。
與共和公司同時競爭的康維爾公司以失敗的XF-92A戰鬥機為藍本，放大之後提出的攔截機設計被美國空軍接受並且進入量產，這也就是後來的F-102戰鬥機。

## 設計特點
XF-103主要的設計要求之一是超過兩馬赫的高速飛行，因此機身外型極為流線，沒有任何傳統飛機突起的部分，包括座艙罩在內。飛行員坐在機身內，無法直接看到前方，僅有兩側各有一扇小窗戶能夠觀察外界的狀況。
機翼為中單翼，包括水平與垂直安定面在內，翼面外型都是三角翼形，水平尾翼位於垂直安定面的根部下方，比主翼略低的高度，以避開主翼後緣氣流對控制與穩定性的影響。
進氣口位於機腹，大約與機翼的位置相當。進氣口的外型為長方形，下緣向前突出，使得正面與迎風方向有一個斜角。這個突出的下唇也是產生斜震波，將進入進氣口的氣流減速的結構。
內置彈艙位於機身兩側，與進氣口錯開，避免任何火箭或者是飛彈發射的廢氣器入進氣道導致發動機運作不順或者是熄火的危險。
XF-103的的設計只有進行到全尺寸模型階段，許多高速飛行下可能出現的問題與嚴重性都無法得知。